# Дяченко Павло
Павло́ Дяче́нко  (*1924, Донецьк — †1992) — родом з Донецька. Майстер бандур харківського зразка в Сіднеї, Австралія. Учень Г. Бажула. Грав в ансамблі бандуристів ім. Г. Хоткевича в Австралії.